# Balfrin
Balfrin – szczyt w Alpach Pennińskich, części Alp Zachodnich. Leży Szwajcarii w kantonie Valais. Należy do masywu Mischabel. Położony jest ok. 6 km na północ od Dom. Szczyt można zdobyć ze schronisk Bordierhütte (2886 m) lub Mischabelhütte (3340 m). Oprócz głównego szczytu Balfrin posiada też niższy, północno-zachodni szczyt o wysokości 3783 m.